# موقع جينشا
جينشا (بالصينية: 金沙؛ بينيين: Jīnshā) هو موقع أثري صيني يقع في تشينغيانغ، تشنغدو، عاصمة مقاطعة سيتشوان الصينية. يُعد الموقع أحد أهم الاكتشافات الأثرية في الصين خلال القرن الحادي والعشرين. وهو مُدرج في القائمة المؤقتة للتراث الثقافي العالمي لليونسكو والمواقع الرئيسية المحمية على المستوى الوطني. صنف مركز معلومات الإنترنت الصيني جينشا في المرتبة الخامسة ضمن أفضل 10 اكتشافات أثرية في عام 2001.
شُيّد متحف جينشا لعرض القطع الأثرية والمعالم التي عُثر عليها في عام 2007. ويشمل ذلك طائر الشمس الذهبي، والقناع الذهبي المبتسم، والتماثيل الحجرية الراكعة. ويُعد طائر الشمس الذهبي رمزًا وطنيًا للصين وفقًا لإدارة الدولة للتراث الثقافي. تنقسم جينشا إلى مواقع أثرية مختلفة مثل مي يوان، ولان يوان، وتييو غونغيوان.
برزت جينشا عاصمةً لدولة شو في عهد أسرة شانغ أو تشو الغربية، بعد تراجع سانشينغدوي. واختفت بين عامي 500 و200 قبل الميلاد بسبب الثورة السياسية والزلازل والفيضانات.
أنتجت قناة تاريخ آسيا في عام 2013 فيلمًا وثائقيًا باللغة الإنجليزية مدته ساعة بعنوان "المدينة المفقودة في جينشا". وأُنتج الفيلم بالتعاون مع مركز الاتصالات الدولي الصيني (CICC). واستضافت الدكتورة أغنيس هسو الحلقة، وهي عالمة الآثار الأمريكية من أصل صيني. وتُعد هذه الحلقة جزءًا من سلسلة الأفلام الوثائقية "أسرار الصين".

## الاكتشاف
اكتشف الموقع بالصدفة في 8 فبراير 2001. أثناء بناء مجموعة تطوير العقارات الصينية لمشروع شوفينغ هوايوانتشنغ (蜀風花園城) على بُعد 5 كيلومترات من مركز تشنغدو، اكتُشف مصرف. احتوى المصرف على قطع أثرية مصنوعة من البرونز واليشم والحجر والعاج.  أرسل معهد تشنغدو البلدي للآثار الثقافية والآثار على الفور فريقًا للتحقيق في المنطقة وتأمينها في 9 فبراير، بدأت أعمال التنقيب حول المصرف الأصلي.
تم صياغة مصطلح "موقع جينشا" بعد اكتشاف عام 2001. يشير إلى مشاريع التحقيق الأصغر التي أجريت منذ عام 1995 والتي احتلت مساحة 3 كيلومترات مربعة. قبل عام 2001، أجرى معهد تشنغدو البلدي للآثار الثقافية والآثار مسوحات ميدانية وحفريات في هوانغتشونغكون (黃忠村).على وجه التحديد، حدث هذا في موقع سان هي هوايوان (三合花園) وموقع جيندو هوايوان (金都花園) بين عامي 1995 و2000.  من المعترف به أن هذه المواقع الأثرية هي بقايا حضارة واسعة النطاق في أواخر فترة شانغ وأوائل فترة تشو الغربية.

## معلومات الموقع
تقع جينشا في المنطقة الشرقية من سهول تشنغدو. تسببت البيئة المتقلبة والطلب على الموارد في دفع الناس إلى تغيير مستوطناتهم خلال العصر البرونزي. وتتم مقارنة جينشا بسانشينغدوي نظرًا إلى قربها وتشابهها في الميزات والقطع الأثرية. لم تحتوي جينشا على أسوار مدينة أو خنادق، على عكس سانشينغدوي. ويحد جينشا طرق شوهان (蜀漢) وتشينيانغ (青羊) وسان هوان (三環) وتشينجيانغ (青江). يقسم نهر مودي الموقع إلى جانبين شمالي وجنوبي. الموقع مستوٍ في معظمه مع تقلبات طفيفة، تصل إلى 5 أمتار.

### التأريخ والتصنيف الثقافي
يُرجع الفخار المُكتشف في هوانغتشونغكون تاريخ مستوطنة جينشا إلى أواخر عهد أسرتي شانغ وتشو الغربية. كانت الجرار البسيطة ذات القواعد الصغيرة والصحون ذات القاعدة المدببة هي أكثر أنواع الفخار شيوعًا. ويُعتبر هذا التصميم البسيط وغير المزخرف سمةً مميزة لثقافة شييركياو في هذه الفترة.  تشمل الفخاريات الأخرى المُكتشفة الكؤوس ذات القاعدة المدببة وأغطية الأوعية الطويلة.  ونظرًا لحجم الموقع وتعقيده، يُعتقد أن جينشا قد برزت كعاصمة بعد تراجع سانشينغدوي.

## تنظيم الموقع حسب المناطق
يُقسّم الموقع إلى مناطق مختلفة، وقد حُددت هذه المناطق لوظائف مجتمعية فريدة. وتعتبر مي يوان، ولان يوان، وتييو قونغ يوان هي المناطق الأثرية الرئيسية.